# Squalo
 (juin 2025).
Si vous disposez d'ouvrages ou d'articles de référence ou si vous connaissez des sites web de qualité traitant du thème abordé ici, merci de compléter l'article en donnant les références utiles à sa vérifiabilité et en les liant à la section « Notes et références ».
Squalo est une marque de surf lancée en 1994 au Mexique.

## Histoire
La marque Squalo est née en 1994  au Mexique sur la plage de Puerto Escondido (« port caché »), haut lieu du surf mondial.
Squalo est aujourd’hui la marque leader au Mexique sur le marché du surfwear, devant de grands noms comme Quiksilver, Billabong ou Rip Curl. 
Squalo allie un style très moderne avec des designs de logos pré-hispaniques basés sur le thème du surf.
Sa gamme de produits comprend aussi des vêtements et des accessoires.